# 屠杀

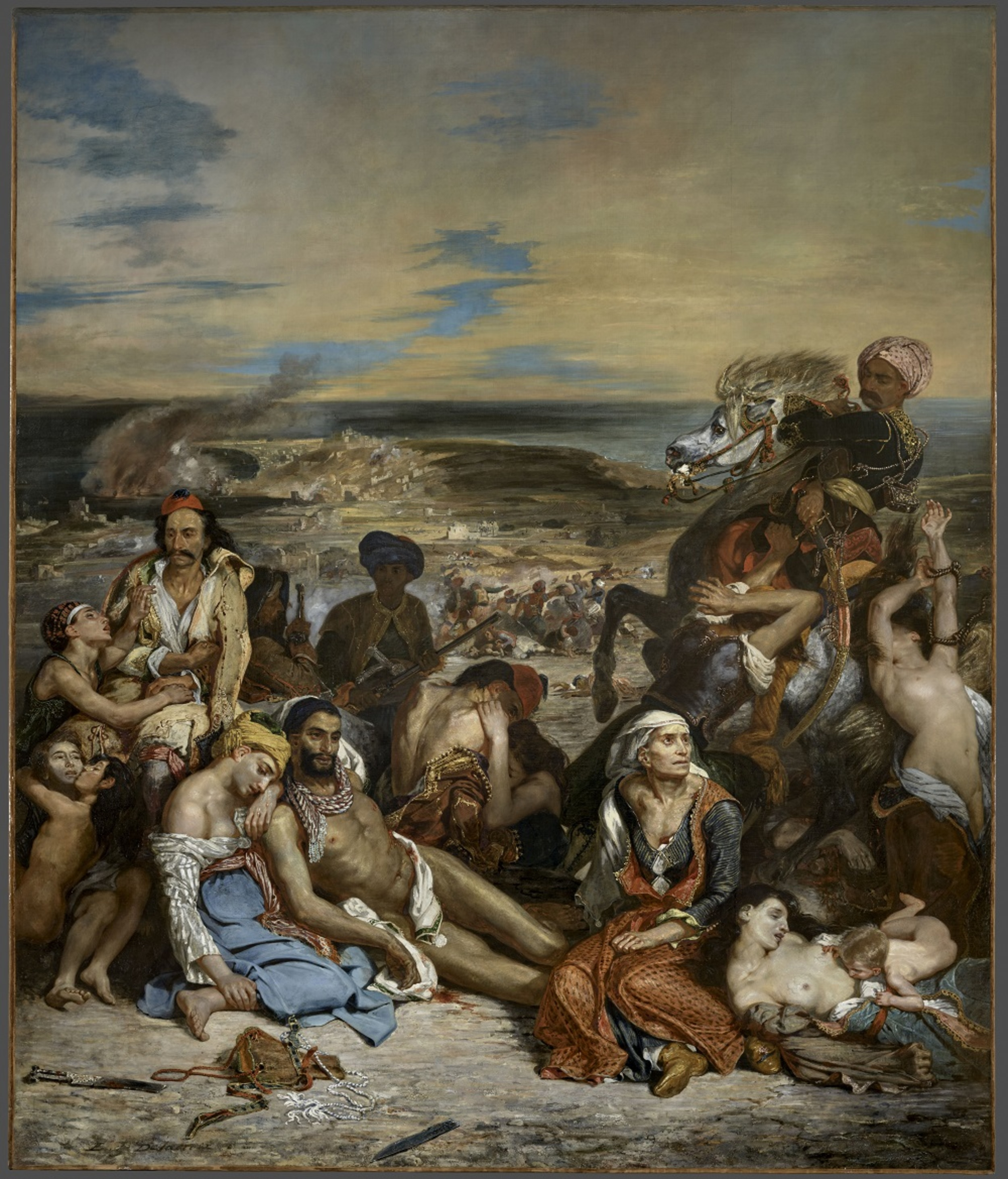
19世紀法國畫家德拉克洛瓦的畫作《希俄斯大屠殺》（Le Massacre de Chios）。1821年，鄂圖曼帝國控制的希臘爆發獨立運動，連帶波及毗鄰安那托利亞的希俄斯島。翌年四月，鄂圖曼軍隊無預警登島鎮壓，四萬餘人遭無差別殺害，五萬餘人被賣作奴隸，最後倖存下來的島民不到原本人口的2%

屠杀指故意殺害大量人類的行為，發起者可以單獨行動或有組織行動，通常屠殺与政府、战争犯罪或暴行相关，严重的屠杀事件常称为大屠杀。
什麼事件能構成大屠殺沒有確切的定義，許多國際組織提出了反人類罪的正式定義，但其中包括了沒有導致死亡的迫害和虐待事件。相反，屠殺不一定構成反人類罪。與屠殺近似的詞語還有戰爭罪、大規模殺害、法外處決等。

## 定义
屠杀下的一个定义是：“屠杀是指在同一地点杀害五人或以上的罪行，并且受害人没有防卫能力。”除非用做比喻，否则屠杀一词一般不用于针对战斗人员的行为，但对战俘进行的有预谋的大量杀戮却被认为是一种屠杀。
1982年，Robert Melson在讨论亚美尼亚大屠杀时，将其定义为“蓄意地杀害大量在实施者面前没有自卫能力的人群……屠杀的动机不一定是理性的……大规模杀人可以有很多种原因，包括听信虚假的传闻……或者政治动机……它应该与犯罪和因为精神疾病的大规模杀人有所分别……作为政治团体，实施者当然可以包括国家政府，但也可以包含非国家行为”。
与此相似，1999年Mark Levene在尝试归类历史中的屠杀时，将它定义为由一个群体所实施的，针对无法自卫的受害人群的，使用过度的武力的杀人行为。他将一些大规模执行死刑排除在外，要求它必须具备“道德上不可接受”这一条件。

## 近代以前

### 中國與中亞
在战国时期的长平之战中，秦国将领白起坑杀了四十万赵国降卒。秦末項羽屠城的記錄，《史記·項羽本紀》記載項羽六次大屠殺：第一次襄城屠城，第二次城陽大屠殺，第三次新安大屠殺，第四次咸陽大屠殺，第五次破齊大屠殺，坑殺田榮降卒。第六次在外黃時，有一個十三歲少年勸說項羽不要屠城，項羽同意。東漢光武帝劉秀的下屬吳漢曾屠成都被劉秀詔書責罵。曹魏魏太祖曹操也曾經有過大量屠殺。
在北魏与后燕的参合陂之战中，魏军坑杀了数万俘虏。在北魏末年的河阴之变中，权臣尔朱荣杀北魏君臣三千多人。在梁朝末年的侯景之乱中，侯景在攻占建康及三吴地区的过程中大肆烧杀抢掠，造成建康地区“千里烟绝，人迹罕见，白骨成聚，如丘陇焉”《南史·侯景传》。
唐高祖李渊，曾於武德二年五月二十日，派秦王李世民自晋州还攻河东郡，属下司农卿宇文颖、車騎將軍常何屠夏县（今山西夏县）。五代後周世宗曾下令屠杀，陆游《南唐书》记载：“周兵死伤亦甚众，世宗怒，尽屠城中居民，焚其室庐。”
唐朝晚期，高駢、畢師鐸、孫儒等割據軍閥在揚州數次攻圍殺戮，導致「城中遺民才數百家」。經過這次大破壞後，過了一兩百年的北宋中期，揚州還未恢復至隋朝及唐朝時期的盛況。
波斯學者志費尼所著《世界征服者史》记载：蒙古军在每次攻城前，成吉思汗“先使人喻其主来降，其喻降语颇简略，而殿以是语云：‘设汝不降，将来之结果仅有上帝知之。’”但据《多桑蒙古史》记载，不少主动投降的城邦，依然要遭受被蒙古军屠城的厄运：“蒙古兵多用诈术，不惜为种种然诺，诱敌开城，城民之过于轻信开城乞降者，蒙古兵则尽屠之。虽先发重誓，许城民不死，亦然。凡大城皆不免于破坏，居民虽自动乞降，出城迎求蒙古兵之悲悯者，仍不免于被屠杀。盖蒙古兵不欲后路有居民，而使其有后顾之忧也。”，只留下工匠与俊美男女儿童供其利用与玩乐。陈志平：《中华通史》。1215年，成吉思汗攻陷金国中都（北京），对城中居民展開长达一个月之久的屠杀，超过100万人殒命，又纵火焚城，几乎彻底毁灭了这座城市，元好问的胞兄元好古也因此遇难。1219年，成吉思汗攻打花剌子模帝国時，為報復讹答剌守将海儿汗亦纳勒术下令部下杀死被亦纳勒术指为间谍的蒙古成吉思汗派遣去的穆斯林商人四百五十人，所攻占的城池尽数屠城，即使面对已经投降的康里，也照样屠杀。在进行屠杀之前，铁木真向他们宣布说：“你们必须知道，你们都犯了滔天大罪，所以必须加以惩罚。你们一定会问，我有什么证据，证明你们犯罪。我告诉你们，我就是上天的灾祸，如果你们没有犯罪，上天为什么派我来屠杀你们？”（《中国人史纲·第二十六章》）。1221年，蒙古第一次西征，对撒马尔罕进行了疯狂屠杀，超过100万人殒命。成吉思汗攻打巴米揚，其爱孙中箭身亡，城破，下令将城中居民全部杀光。拔都率军第二次西征，于1238年攻入基辅、1240年攻入莫斯科，每杀一人割一耳，共割二十七萬隻耳。1227年，铁木真死于六盘山。出于报复，蒙古將西夏末帝李睍殺害。《元史》列傳第七：「城破，帝欲盡坑之，察罕言百姓無辜，止罪三十六人。進攻靈州，夏人以十万眾赴援，帝親与戰，大敗之。還次六盤，夏主堅守中興，帝遣察罕入城，諭以禍福。眾方議降，會帝崩，諸將擒夏主殺之，複議屠中興，察罕力諫止之，馳入，安集遺民。」。1231年，拖雷引兵攻掠四川汉中地区，大肆屠杀居民。1256年，旭烈兀奉蒙哥命讨伐木剌夷，共攻克大小堡垒数百个，皆屠杀。1258年，旭烈兀攻陷巴格达，大屠巴格达居民超過9萬人。
蒙元史學家傑克•威澤弗德（Jack Weatherford）指出成吉思汗允許民眾自由地傳播有關他或蒙古人的最壞的和最難以令人置信的傳聞，當時成吉思汗意識到，傳播恐怖的最好方式不是通過士兵的行為，而是通過文人的筆。蒙古人操縱宣傳的機器並且經常誇大戰爭中的死亡人數，意圖散播恐懼。他亦指出：「儘管蒙古軍隊實行的是一種前所未有的殺戮，並幾乎是將死亡當作一種政策，而且可以肯定的是，他們還將死亡當作是製造恐怖的一種思考方式，但他們卻以一種影響重大而又令人吃驚的方式，脫離了那個時代的普通慣例。蒙古人並不實施嚴刑拷打、毀傷肢體或使人殘廢。在那個時代，戰爭通常是以一種恐怖的形態來進行的，而且同時代的其他統治者，通過公開拷打或駭人聽聞的斷肢毀體方式，使用原始而又野蠻的策略，向民眾灌輸恐怖和驚悸……從中國到歐洲，文明世界的統治者和宗教領袖都依憑這些駭人聽聞的手段，通過恐怖來統治自己的民眾，通過驚駭來打擊敵人的信心。」；「與同時代文明軍隊的恐怖行為相比較，蒙古人並不是通過兇猛而又殘忍的行為來引起恐怖的，而是由於他們快速而又有效的征服，以及他們似乎完全輕視富人和有權勢者的生命而引起恐怖。」；「與傳播的恐怖傳聞相比較，起初向蒙古人投降的那些城市，得到了寬大而又仁慈的對待，於是那些城市居民就天真地懷疑起蒙古人的能力。投降之後，很多城市起初都忠順地服從，而一旦蒙古人離開他們的國家，他們就馬上反叛。由於蒙古人僅留下少數幾位官員進行管理，而且又沒有駐紮小部隊留守城市，居民們誤以為蒙古人的撤退是虛弱的表現，並且想當然地以為蒙古主力部隊將再也不會原路返回。對於這些城市，蒙古人是毫不留情的；他們迅速返回叛亂的地方，並徹底地摧毀它們。一個被徹底毀滅的城市是無法再次叛亂的。」
明末清初时亦发生了多起屠杀事件，清朝軍隊、明朝軍隊（包括南明政權）、農民武裝（如张献忠）等多方勢力均参与了屠杀，再加上自然灾害和疾病（尤其是鼠疫）的流行，均造成了人口的下降。清军在江南的屠城有扬州十日、嘉定三屠等，明軍在揚州被清軍屠城之前亦曾經多次在城外劫殺。西方傳教士亦記載了農民軍屠殺的情況：「殘殺之後，成都為之一空。除少數官員外，別無居民。荒涼慘象，不忍矚目。（張）獻忠剿滅成都後，命令各鄉鎮村民移居成都」。顺治七年（1650年）尚可喜、耿继茂“再破广州，屠戮甚惨，居民几无噍类。浮屠真修曾受紫衣之赐，号紫衣僧者，募役购薪聚胔于东门外焚之，累骸烬成阜，行人于二三里外望如积雪。因筑大坎痤焉，表曰共冢。”番禺县人王鸣雷写祭文描述当日情状：“甲申更姓，七年讨殛。何辜生民，再遭六极。血溅天街，蝼蚁聚食。饥鸟啄肠，飞上城北。北风牛溲，堆积髑髅。或如宝塔，或如山邱。便房已朽，项门未枯。欲夺其妻，先杀其夫；男多于女，野火模糊。羸老就戮，少者为奴；老多于少，野火辘轳。五行共尽，无智无愚，无贵无贱，同为一区。”明朝將領張應昌、熊文燦、孫傳庭等人在鎮壓農民軍時亦有濫殺無辜和屠城，當中亦有大量殺害平民，取人頭冒功的行為：「朝廷勤限平城，而行間殺良民報功，生靈日塗炭」。
1644年，張獻忠陷成都，張獻忠下令屠城三日，三日過後每日殺百餘人以樹威。歐洲傳教士利類斯和安文思二人所著《聖教入川記》記載，張獻忠每日殺一二百，為時一年又五個月，累計殺人十萬，亦不算多。清軍來到後，張獻忠在大軍逃離成都前，對成都實行屠殺，從老百姓到軍隊家屬（老弱病殘）再到他部隊中的湖北兵、四川兵，最後連早期跟隨他出生入死的秦兵也在剮殺之列，剮殺後製成醃肉以充軍糧，據《蜀破鏡》記載，某日晚，他的一幼子經過堂前，張喚子未應，即下令殺之。第二天晨起後悔，責問妻妾們昨晚為何不救，又下令將諸妻妾以及殺幼子的刀斧手悉數殺死。張獻忠學朱元璋剝人皮，「先施於蜀府宗室，次及不屈文武官，又次及鄉紳，又次及本營將升。凡所剝人皮，滲以石灰，實以稻草，植以竹竿，插立於王府前街之兩旁，夾道纍纍，列千百人，遙望如送葬俑」。
清代的白蓮教起義，1786年人口3億9110萬人，起義失敗後，人口為2億7566萬人，共損失了1億1千萬人口。白蓮教起義軍在歷時九年多的戰鬥中，佔據或攻破州縣達二百零四個，抗擊了清政府從十六個省徵調來的大批軍隊，殲滅了大量清軍，擊斃副將以下將弁四百餘名，提鎮等一二品大員二十餘名，清政府耗費軍費二億兩，相當於四年的財政收入。這次起義使清朝元氣大傷，此後清朝的統治逐漸走向衰落。
太平天國起義，洪秀全領導太平天國起義，義軍在起義後的六年中犧牲4千餘人；然而內訌中的1856年，洪秀全利用韋昌輝殺害楊秀清及親信 6 千餘人，兩個月總共殺了文武官員2萬人。後來又利用石達開來天京靖難，凌遲處死韋昌輝，將其屍體寸磔，割成許多塊，每塊皆二寸，掛在各處醒目的柵欄處，標上「北奸肉，只准看不準取」的字樣。「洪楊之變」導致了十幾萬人被殺。1864年曾國藩率湘軍攻入天京後，纵火杀掠，太平天國強盛時，南京最多有100萬人，到了1875年光緒帝登基時，南京依然人口不足50万。太平天國爆發（1851年）前夕中國人口約4.3億，太平天國滅亡（1864年）後，人口約2.3億人。
咸丰八年（1858年）四月，湘军李续宾部攻破江西九江，屠杀城中近二万军民，事後李表示“设有胁从之民，必早投诚，设计逸出”。咸丰十一年（1861年）八月，湘军曾國藩弟曾国荃部攻破安徽安庆，屠杀数万军民。赵烈文表示：“杀贼凡一万余人，男子髻龀以上皆死……妇女万余俱为掠出”，“军兴以来，荡涤未有如此之酷者矣”。同治三年（1864年）五月，曾国荃部攻陷天京，又施展杀戒，中央研究院院士、中央研究院近代史研究所創所所長郭廷以在其所著《近代中國史綱》引趙烈文《能靜居日記》記載曾國荃率湘軍攻入南京城後的情景：「湘軍『貪掠奪，頗亂伍。中軍各勇留營者皆去搜括』，……『沿街死屍十之九皆老者。其幼孩未滿二、三歲者亦被戳以為戲，匍匐道上。婦女四十歲以下者一人俱無（均被虜），老者負傷或十餘刀，數十刀，哀號之聲達於四方。』凡此均為曾國荃幕友趙烈文目睹所記，總計死者約二、三十萬人。」。谭嗣同則記載：“一破城，见人即杀，见屋即烧，子女玉帛扫数入于湘军，而金陵遂永穷矣。至今，父老言之，犹深愤恨”。

## 近代

### 中国
中华人民共和国成立后，大规模的屠杀事件主要包括土地改革运动、镇压反革命运动、肃反运动、反右运动、四清运动、文化大革命、六四事件等。